# Noctilio leporinus
Il pipistrello pescatore maggiore (Noctilio leporinus  Linnaeus, 1758) è un pipistrello della famiglia dei Nottilionidi diffuso nel Continente americano.

## Descrizione

### Dimensioni
Pipistrello di medie dimensioni, con la lunghezza della testa e del corpo tra 89 e 105 mm, la lunghezza dell'avambraccio tra 77 e 78 mm, la lunghezza della coda tra 26 e 35 mm, la lunghezza del piede tra 30 e 35 mm, la lunghezza delle orecchie tra 26 e 29 mm, un'apertura alare fino a 50 cm e un peso fino a 90 g.

### Aspetto
La pelliccia è molto corta. Le parti dorsali variano dal marrone scuro al bruno-rossastro, mentre le parti ventrali variano dal giallastro all'arancione brillante. Una striscia dorsale biancastra indistinta si estende dalle spalle fino alla base della coda. Il muso è tronco, appuntito e rivolto all'insù, con le labbra gonfie e delle tasche guanciali. Sono presenti due creste cutanee trasversali sul mento. Gli occhi sono relativamente piccoli. Le orecchie sono grandi, strette, appuntite, ben separate tra loro e piegate in avanti. Il trago è piccolo con il bordo posteriore dentellato. Le membrane alari sono nerastre o marroni scure, attaccate sulla schiena e posteriormente lungo la parte terminale della tibia. I piedi sono enormi, allungati e con gli artigli robusti. La loro lunghezza, combinata con quella della tibia, è più della metà della lunghezza della testa e del corpo. La coda è corta e fuoriesce con l'estremità dalla superficie dorsale dell'ampio uropatagio. Il calcar è molto lungo. Il cariotipo è 2n=34 FNa=58.

### Ecolocazione
Emette due differenti tipi di ultrasuoni, entrambi con impulsi di medio-lunga durata, il primo a frequenza costante di 60 kHz, mentre il secondo a frequenza modulata con decremento elevato alla fine del segnale. Questa configurazione è adatta per la predazione in spazi aperti.

## Biologia

### Comportamento
Si rifugia in gruppi contenenti fino a diverse centinaia di individui all'interno delle cavità degli alberi, inclusi il kapok, la mangrovia rossa e la balata, ma anche in grotte, crepacci ed occasionalmente negli edifici abitati. L'unico altro pipistrello osservato occupare gli stessi siti è il vampiro vero di Azara. Solitamente maschi, femmine, adulti e giovani convivono insieme nelle stesse colonie, eccetto i maschi solitari. L'attività predatoria avviene durante tutta la notte, durante i periodi più freddi può iniziare anche 2 ore prima il tramonto. Alcune volte sono stati osservati volare la sera tardi vicino ad uccelli acquatici come i pellicani, catturando piccoli pesci disturbati dalla loro presenza.

### Alimentazione
Le caratteristiche morfologiche particolari, quasi uniche tra tutti i chirotteri eccetto qualche specie del genere Myotis, come gli arti inferiori e i piedi eccessivamente allungati, gli artigli enormi e ricurvi, nonché le potenti mascelle, le tasche guanciali e la morfologia del tratto gastrico, lo rende specializzato nella cattura di pesci sulla superficie dell'acqua o immediatamente sotto di essa. Comunque aggiunge alla sua dieta grosse quantità di insetti, in particolare formiche volanti, grillotalpa, scarabei, cerambici, blatte ed Elateridae. Le dimensioni delle prede acquatiche non superano i 10 cm, e vengono catturate a non più di 25 cm di profondità. Gli animali vengono individuati tramite le piccole perturbazioni sulla superficie dell'acqua attraverso gli ultrasuoni. Una volta afferrati con i potenti artigli, sono portati immediatamente alla bocca e masticati. I resti vengono depositati nelle tasche guanciali, permettendo di cacciare continuamente altri pesci. Talvolta le prede catturate vengono trattenute dall'uropatagio e successivamente consumate su dei posatoi specifici. Alcune volte tende a compiere ripetute incursioni in zone dove precedentemente sono state catturate diverse prede senza aver osservato nessun movimento sulla superficie dell'acqua.

### Riproduzione
Il picco delle nascite avviene tra aprile e giugno; occasionalmente una seconda gravidanza può avvenire tra settembre ed ottobre. Danno alla luce dopo circa due mesi di gestazione un piccolo alla volta, il quale rimane nei rifugi per un mese, accudito da entrambi i genitori.

## Distribuzione e habitat
Questa specie è diffusa dallo Stato messicano occidentale di Sinaloa attraverso tutta l'America centrale e meridionale fino all'Argentina settentrionale. È inoltre presente nei Caraibi da Cuba a Grenada e l'isola di Trinidad.
Vive in ambienti tropicali di pianura in prossimità di stagni, corsi d'acqua lenti ma anche estuari di grandi fiumi e baie e lagune lungo le coste.

## Tassonomia
Sono state riconosciute 3 sottospecie:
- N.l.leporinus: Ecuador sud-orientale, Perù settentrionale, Brasile settentrionale, centrale ed orientale; Guyana, Suriname, Guyana francese;
- N.l.mastivus (Vahl, 1797): Coste messicane occidentali, dallo Stato di Sinaloa fino alla Penisola dello Yucatán, Belize, Guatemala, Honduras, El Salvador, Nicaragua, Costa Rica, Panama, Colombia occidentale e orientale, Ecuador nord-occidentale, Venezuela e Guyana nord-occidentale. Cuba, Isola della Gioventù, Giamaica, Hispaniola, Porto Rico, Isole Vergini Americane, Isole Vergini britanniche, Saint Martin, Saint Kitts e Nevis, Antigua e Barbuda, Montserrat, Guadalupa, Dominica, Martinica, Saint Lucia, Saint Vincent e Grenadine, Barbados, Grenada e isola di Trinidad.
- N.l.rufescens (Pelzeln, 1883): Bolivia centrale ed orientale, Paraguay, Brasile meridionale e Argentina settentrionale.

## Conservazione
La IUCN Red List, considerato il vasto areale, la popolazione presumibilmente numerosa, la presenza in diverse aree protette e la tolleranza alle modifiche ambientali, classifica N.leporinus come specie a rischio minimo (Least Concern)).